# Personalkredit
Ein Personalkredit ist im Bankwesen ein Kredit, der aufgrund der Bonität des Kreditnehmers von den Kreditinstituten zur Verfügung gestellt wird und als Blankokredit oder gegen Kreditsicherheiten gewährt werden kann. Gegensatz ist der Realkredit.

## Geschichte
Die Definition des Personalkreditbegriffs fiel in der Vergangenheit sehr uneinheitlich aus. Für Georg Obst gehörte 1923 der Lombardkredit nicht zu den Personalkrediten: „Während es sich beim Diskontgeschäft um einen Personalkredit handelt, tritt beim Lombardgeschäft die Person des Darlehensnehmers in den Hintergrund,…“ Die Personalhaftung stand 1925 im Vordergrund, denn „die Sicherheit des Personalkredites beruht auf der Personalhaftung. Er kann ein Blankokredit sein, für welchen allein der Kreditnehmer haftet, oder ein Bürgschaftskredit, bei dem neben dem Schuldner noch Dritte mit ihrem Vermögen für eine Forderung einzutreten haben“. 1939 gehörte der Lombardkredit dann doch zu den Personalkrediten: „Bei den Personalkrediten überwiegen bei weitem die durch Wertpapier-, Waren- oder Wechsellombard gedeckten Kredite“. Otto Hintner verwendete 1958 die Begriffe Personalkredit und Blankokredit synonym. Er verstand darunter einen Kredit, der ohne förmliche Bestellung von Sicherheiten gegeben wird. Martin Ungerer widmete sich 1959 in einem ganzen Buch dem Personalkredit, der für ihn nicht nur das kreditprivilegierte Kundenfeld der Banken beherrschte, sondern durch die Arten des Kontokorrentkredits auch Einfluss auf Handel, Industrie und Handwerk ausübte. Wilhelm Kalveram unterscheidet 1961 hingegen zwischen Blankokredit, einfachem (Kreditsicherheiten sind von sekundärer Bedeutung) und kollektivem Personalkredit (Bürgschafts- und Wechselkredit). Für das Bank-Lexikon war der Personalkredit noch 1998 ein „ohne ausreichende dingliche Sicherheit gegebener Kredit“.
In der Weimarer Republik hatte der Personalkredit mit Ausnahme des Kontokorrentkredits keine herausragende Rolle gespielt. Er wurde in den ersten Jahrzehnten der rheinischen Sparkassen noch experimentell eingesetzt, erst um 1850 erhielt er die volle Legitimation der Entscheidungsträger. Im Jahre 1856 erschienen in einer Statistik erstmals die Personalkredite mit Bürgschaft als Kreditsicherheit, noch 1882 wurden Personalkredite im Rheinland fast nur in Düsseldorf und Köln vergeben.
Als im Mai 1929 im Sparkassenrecht der Begriff Personalkredit definiert und neu eingeführt wurde, gab es definitionsbedingt im Sparkassenwesen ein enormes Volumen an Personalkrediten.  

## Personalkredite bei Sparkassen
Als Personalkredite galten bei Sparkassen seit Mai 1929 nach den regionalen Sparkassenverordnungen („Mustersatzung“) alle Kredite, die nicht zu den Realkrediten oder Kommunalkrediten gehörten. Personalkredit war die Gewährung kurzfristiger Darlehen „gegen Bestellung anderer Sicherheiten“, wobei die Kreditsicherungsverordnung vom Mai 1928 die Hypothek, Verpfändung von beweglichen Sachen und Rechten, Bürgschaft und Wechsel als typische Kreditsicherheiten vorsah. Kontokorrentkredite waren auch bei grundpfandrechtlicher Sicherung immer Personalkredite. Innerhalb des Personalkredits wiederum unterschied man zwischen gedeckten und ungedeckten Personalkrediten. Gedeckte Personalkredite waren durch alle Kreditsicherheiten außer Grundpfandrechten gesichert, Blankokredite waren ungedeckte Personalkredite. 
Es gab gravierende sparkassenrechtliche Beschränkungen für Personalkredite. Personell durften sie nach § 23 Abs. 1 Sparkassenverordnung (SpkVO NRW) nur an Kreditnehmer gewährt werden, die ihren Wohnsitz oder eine gewerbliche Niederlassung im Gebiet des Gewährträgers hatten. Quantitativ bestand eine Personalkredithöchstgrenze, wonach der einzelne Personalkredit 3 ‰ (§ 24 Ziff. 2 SpkVO NRW) und alle Personalkredite an einen Kreditnehmer 1 % (§ 24 Abs. 2 SpkVO NRW) der anrechnungsfähigen Verbindlichkeiten der Sparkasse nicht überschreiten durften. Die Sparkassenverordnungen sahen sogar Kontingentierungen für Blankokredite und Kreditsicherheiten (wie Sicherungsübereignungen) vor. Bezog man diese fremdkapitalgebundene Höchstgrenze des Personalkredits auf das haftende Eigenkapital der Sparkassen, so entsprach der Höchstbetrag von 1 % bei einer durchschnittlichen Sparkasse etwa 27 % des Eigenkapitals, erreichte also etwa nur ein Drittel des für anderen Banken geltenden Großkredits. Sie unterschritt damit deutlich die Grenzen, die das Kreditwesengesetz (KWG) für alle Institutsgruppen vorsah. Die Bestimmungen über die Personalkredithöchstgrenze hatten den Zweck, die Personalkredite der Sparkassen zu begrenzen. Im Falle der Überschreitung mussten die Sparkassen im Wege des Gemeinschaftskredits an die Landesbanken als zusätzliche Kreditgeber herantreten. Erstmals kamen Forderungen nach einer Aufhebung der Personalkredithöchstgrenze im Jahre 1969 auf, die bisherigen Höchstgrenzen für den Personalkredit entfielen in den einzelnen Bundesländern bis 2005. 
Nach § 11 Abs. 1 Satzung der Nassauischen Sparkasse vom Juni 2008 gewährt sie als Personalkredit Kredite gegen sonstige bankübliche Sicherheiten, Abs. 2 erlaubt ihr Kredite ohne Sicherheiten zu gewähren. In Abs. 3 wird bestimmt, dass einem Kreditnehmer an Personalkrediten nicht mehr als 25 % der Bemessungsgrundlage gewährt werden darf. Für die Anrechnung von sonstigen Verpflichtungen des Kreditnehmers auf die Personalkredithöchstgrenze galten die Bestimmungen des Kreditwesengesetzes.

## Heutige Situation
Der Personalkredit beruht auf der Kreditwürdigkeit des Kreditnehmers. Er ist deshalb oft ein Blankokredit, doch bei nicht völlig integrer Kreditwürdigkeit werden Kreditsicherheiten verlangt. Alle Kreditsicherheiten können hier zugrunde gelegt werden, auch Grundpfandrechte, die oberhalb der für Realkredite geltenden Beleihungsgrenze („Personalkreditteil“) liegen. Außerdem kommen als weitere Sachsicherheiten die Verpfändung von Bankguthaben, Wertpapieren oder Edelmetallen, Sicherungsübereignung von beweglichen Sachen und Sicherungsübereignung von Kraftfahrzeugen oder die Abtretung von Forderungen und Rechten vor. Übernehmen Dritte für den Personalkredit die persönliche Haftung in Form der Bürgschaft, Garantie, Patronatserklärung oder gesamtschuldnerische Mithaftung, liegt eine Personalsicherheit vor. In allen Fällen haben die Sicherheiten jedoch nur sekundäre Bedeutung, weil weiterhin die Bonität des Kreditnehmers im Vordergrund steht. Für den Personalkredit kommen natürliche Personen oder Unternehmen (sowohl Großunternehmen als auch kleine und mittlere Unternehmen) in Frage. Als Kreditarten sind insbesondere Dispositionskredite, Konsumkredite, Kontokorrentkredite oder Investitionskredite zu nennen.

## Bilanzierung
Bankenaufsichtsrechtlich gelten Personalkredite als Teil der „Forderungen an Kunden“ und gehen deshalb in die Risikoposition ein. In der Bankbilanz erscheinen sie nach § 15 Abs. 1 Kreditinstituts-Rechnungslegungsverordnung (RechKredV) als „Forderungen an Kunden“ bzw. nach § 14 RechKredV als „Forderungen an Kreditinstitute“. Nach § 15 Abs. 2 Satz 1 RechKredV sind Realkredite gesondert von den übrigen „Forderungen an Kunden“ in einer Ausgliederungsposition zu zeigen.

## Sonstiges
In vielen Nichtbanken gewähren die Arbeitgeber ihren Arbeitnehmern Arbeitgeberdarlehen, die zuweilen auch Personalkredit (Kredit an das Personal) genannt werden.